# Palotai Éva
Palotai Éva (Deggendorf, 1946. május 10. – 2017. július 27.) Balázs Béla-díjas (1994) vágó. A Magyar Film- és Videóvágók Egyesületének alapító elnöke. Férje Jantsek Rudolf színész, majd Zimre Péter író, forgatókönyvíró volt.

## Életpályája
1970–1974 között a Színház- és Filmművészeti Főiskola filmvágó szakos hallgatója volt. 1970–1999 között a Magyar Televízió drámai főszerkesztőségén volt vágó. 1986–1999 között a vágók vezetője volt. 1999-től szabadúszóként dolgozott.

## Filmjei
| - Az ozorai példa (1973) - Csillagok változása (1975) - A feladat (1975) - Napló (1975) - A lőcsei fehér asszony (1976) - Békesség, ámen! (1977) - Látástól vakulásig (1978) - Fekete rózsa (1980) - A Sipsirica (1980) - A tönk meg a széle (1982) - Vásár (1985) - Damals auf Burg Wutzenstein Reihe 12 Teil - Csépel az idő (1992) - Ábel az országban (1994) - Három idegen úr (1994) - Szarajevó kávéház (1995) - Szelídek (1997) - A nagy fejedelem (1997) - Sok hűhó Emmiért (1998) - Örkény lexikon (2006) - Állomás sorozat: 16. rész (2008–2011) - Májusi zápor (2009) - Szégyen - Töredék a huszadik századból (2010) | - Cha-Cha-Cha (1982) - Délibábok országa (1984) - Vakvilágban (1987) - Béketárgyalás, avagy az évszázad csütörtökig tart (1989) - Vörös vurstli (1991) - Anna filmje (1992) - A rossz orvos (1996) - Sako menyegzője (1998) - A Morel fiú (1999) - Fehér alsó (2000) - A láthatatlan ház (2001) - Somlói galuska (2002) - Szent Iván napja (2003) - Telitalálat (2003) - Fiúk a házból (2003) - Férfiakt (2006) - Eltitkolt évek (2009) |

## Díjai
- A veszprémi tv-fesztivál egyéni vágói díja az 1968 c. filmért
- Balázs Béla-díj (1994)